# Swiss Women’s Hockey League C
Die Swiss Women’s Hockey League C (kurz SWHL C; bis 2014 Leistungsklasse C, kurz LKC oder LK C) ist die dritthöchste Fraueneishockeyspielklasse der Schweiz. Sie wurde 1995 durch den Schweizer Eishockeyverband als Leistungsklasse C gegründet, als die insgesamt 29 Mannschaften der Schweiz in drei Spielklassen aufgeteilt wurden. Der Leistungsklasse C gehörten damals 17 Vereine an, die in drei regionalen Staffeln gegeneinander antraten. 
In der Saison 2016/17 traten insgesamt 28 Teams in drei regionalen Staffeln an, davon 10 in der Ostschweiz, je 9 in der Zentralschweiz und in der Westschweiz. Zu diesen gehörten mit dem EHC Lustenau und einem Team aus Chamonix auch zwei Teams aus dem benachbarten Ausland. Für die Saison 2017/2018 wurde eine neue Liga geplant, die zwischen der SWHL B und der SWHL C die besten C-Teams in zwei Gruppen umfassen sollte. Damit wurde eine ausgeglichenere Meisterschaft auf dieser Stufe angestrebt. Letztlich wurde die Ligenreform zur Saison 2018/19 umgesetzt, wobei die SWHL C aufgewertet wurde und die SWHL D als neue vierte Spielklasse eingeführt wurde. Dabei wurden die besten zehn Teams der bisherigen SWHL C in zwei Gruppen aufgeteilt, während alle anderen Teams in die SWHL D eingeteilt wurden.

## Teilnehmer der Saison 2023/24
In der SWHL C spielten folgende Mannschaften:
Gruppe 1
- Genève-Servette HC Féminin
- Basel Hockey Ladies 2020
- EHC Wiki-Münsingen Dragon Queens
- EHC Post Bern Damen
- EHC Worb Damen
- HC Saint-Imier Femmes
- HC Sierre Féminin
- Neuchâtel Hockey Academy Dames II

Gruppe 2
- EHC Schaffhausen Damen
- EHC Wallisellen Lions Frauen
- HC Eisbären St. Gallen Queens
- HCAP Girls II (HC Ambrì-Piotta)
- Hockey Chicas Engiadina
- SC Celerina Damen
- ZSC Lions II Girls